# Cratere Bland
Bland  è un cratere sulla superficie di Marte.